# A Song for You (Bizzy Bone)
A Song for You è un album in studio da solista del rapper statunitense Bizzy Bone, pubblicato nel 2008.

## Tracce
1. Prelude (con DMX & Chris Notez) – 0:51
2. A Song for You (feat. DMX & Chris Notez) – 3:58
3. I'm the One (feat. Joel Madden) – 4:14
4. Muddy Waters (con L. Calloway) – 4:08
5. Money (feat. Twista) – 4:19
6. What Have I Learned – 3:33
7. Mercy Mary – 4:01
8. I Truly Believe (con Krys Ivory) – 4:33
9. Ballin (feat. Jim Jones) – 3:48
10. I Need You (con Chris Notez) – 3:53
11. Hard Times (feat. Chris Notez) – 3:46
12. Memories – 4:17
13. Real Freestyle (con Chris Notez) – 3:24
14. Crossroad Outro – 1:23